# Oenopides (kráter)

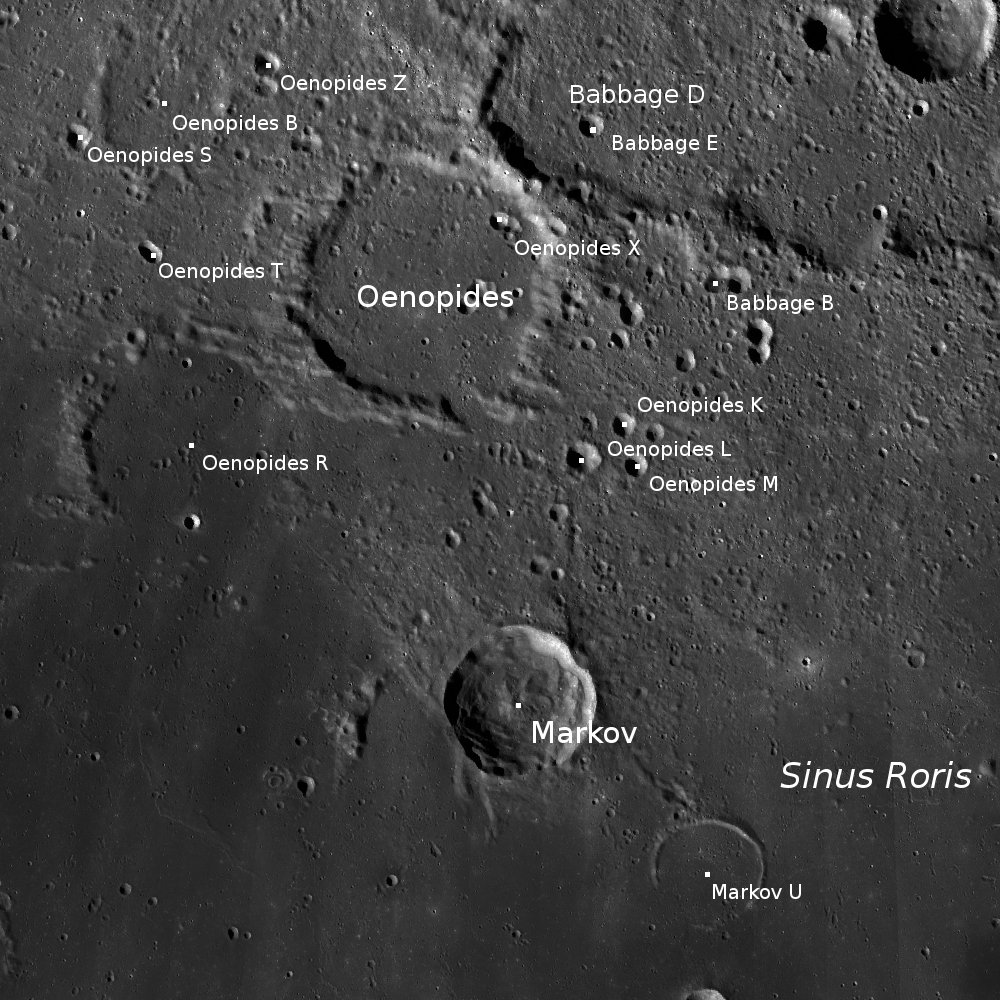
Poloha kráteru Oenopides.

Oenopides je měsíční kráter typu valové roviny nacházející se v librační oblasti u severozápadního okraje Měsíce na přivrácené straně. Ze Země je tudíž pozorovatelný ve značném zkreslení. Má průměr 67 km, pojmenován byl podle starořeckého astronoma a geometra Oinopida z Chiu. Jde o relativně starý kráter narušený četnými dopady meteoritů, které zformovaly menší krátery uvnitř něj, příklady budiž satelitní Oenopides X a Oenopides Y. Okrajový val je značně rozrušený.
Severně leží velký kráter Pythagoras, jiho-jihovýchodně kráter Markov a Oceanus Procellarum (Oceán bouří).

## Satelitní krátery
V okolí kráteru se nachází několik dalších kráterů. Ty byly označeny podle zavedených zvyklostí jménem hlavního kráteru a velkým písmenem abecedy.
| Oenopides | Sel. šířka | Sel. délka | Průměr |
| --------- | ---------- | ---------- | ------ |
| B         | 58.5° S    | 68.6° Z    | 34 km  |
| K         | 55.8° S    | 61.2° Z    | 6 km   |
| L         | 55.5° S    | 61.9° Z    | 10 km  |
| M         | 55.5° S    | 61.1° Z    | 6 km   |
| R         | 55.6° S    | 67.9° Z    | 56 km  |
| S         | 58.1° S    | 69.9° Z    | 7 km   |
| T         | 57.2° S    | 68.9° Z    | 8 km   |
| X         | 57.5° S    | 62.4° Z    | 5 km   |
| Y         | 57.0° S    | 63.3° Z    | 6 km   |
| Z         | 58.9° S    | 67.0° Z    | 7 km   |